# Mbahgue
Mbahgue est un village de la région du Centre du Cameroun, situé dans la commune de Makak. 

## Population et développement
En 1962, la population de Mbahgue était de 430 habitants. La population de Mbahgue est de 825 habitants lors du recensement de 2005. La population est constituée pour l’essentiel de Bassa.  